# Park Ibirapuera
Park Ibirapuera (portugalsko Parque Ibirapuera) je urbani park v São Paulu. Obsega 158 ha med Av. República do Líbano, Av. Pedro Alvares Cabral in Av. IV Centenário in je najbolj obiskan park v Južni Ameriki s 14,4 milijona obiskov v letu 2017.
Park Ibirapuera je bil prvi metropolitanski park v São Paulu, zasnovan po vzoru drugih velikih angleških krajinskih vrtov, zgrajenih v 20. stoletju v večjih mestih po vsem svetu, vendar po navdihu sodobnih osnutkov krajinskega arhitekta Roberta Burleja Marxa.] Slovesno so ga odprli 21. avgusta 1954 ob 400. obletnici mesta São Paulo s stavbami, ki jih je zasnoval arhitekt João Felipe Pereira, krajino pa je uredil agronom Otávio Augusto Teixeira Mendes. Gradnja več paviljonov v parku je bila ob načrtovanju parka sporna in skupina ljudi se je zavzemala za izključno zelen park in ne tistega, ki vključuje stavbe. V 1990-ih sta mesto in zvezna država São Paulo njegovim zelenim površinam dodelila status dediščine, da bi se izognili nadaljnji gradnji in ohranili zgodovinske vrtove in zelene odprte površine. Leta 2016 je Nacionalni inštitut za zgodovinsko in umetniško dediščino registriral kompleks stavb, ki so ga zasnovali Oscar Niemeyer, poleg Zenona Lotufa, Hélia Uchôa Cavalcantija in drugih, kot nacionalno znamenitost.
Ibirapuera je eden največjih mestnih parkov v Latinski Ameriki, skupaj s parkom Chapultepec v Ciudad de Mexico in parkom Simón Bolívar v Bogoti, njegov ikonični pomen za São Paulo pa je pogosto mednarodno primerljiv s Centralnim parkom v New Yorku. Park je pogosto naveden kot eden najbolj živahnih in fotografiranih parkov na svetu, saj skupaj z velikim območjem za prosti čas, tek in sprehajanje gosti živahno kulturno sceno z muzeji, glasbeno dvorano in priljubljenimi dogodki kot so teden mode v São Paulu, kongresi in sejmi. Trdijo, da je najbolj obiskan mestni park v Južni Ameriki, je uvrščen med najboljše parke na svetu in je bil opisan kot »zelena oaza v osrčju betonske džungle«.
Park že desetletja upravlja mesto São Paulo, vendar namerava lokalna vlada koncesirati upravljanje vseh svojih parkov v zasebnih rokah, začenši s parkom Ibirapuera. Od leta 2014 ima park tudi podporo Parque Ibirapuera Conservação, močne neprofitne organizacije skupnosti, ki podpira skrbništvo parka in ohranitvene ukrepe z načrtom za izboljšanje kapitala, projekti sodelovanja in prostovoljnim delom. Vstop v park je brezplačen od leta 1954 in je odprt vsak dan od 5. ure zjutraj do polnoči.

## Pokrajina
Za park je značilna tudi raznolikost in vegetacija. Vredni ogleda so predvsem veliki figovci ob vhodu številka 7, katerih debla so zrasla v nekakšna vrata premera več metrov, in drevored jakarande, ki septembra cveti na obrežju umetnega jezera.
Ogromna fontana, ki vsako sekundo združuje vodne curke iz več šob v neštetih različicah, je po prenovi postala turistična atrakcija.
Fotografiranje za zasebno uporabo je dovoljeno, dovoljenje pa je potrebno za komercialne ali oglaševalske namene.

## Stavbe
V parku je več stavb, vključno z Muzejem moderne umetnosti v stavbi bienala v São Paulu, Monumento às Bandeiras, planetarijem in več večnamenskih dvoran v obliki valov, ki so odprte na vse strani. Ob vikendih tukaj pogosto potekajo brezplačni koncerti na prostem, zlasti znanih brazilskih umetnikov. Japonski paviljon je zgradila japonska delegacija ob inavguracijski slovesnosti in je replika palače Katsura v Kjotu.